# Seznam královéhradeckých biskupů

Znak královéhradecké diecéze od roku 2014

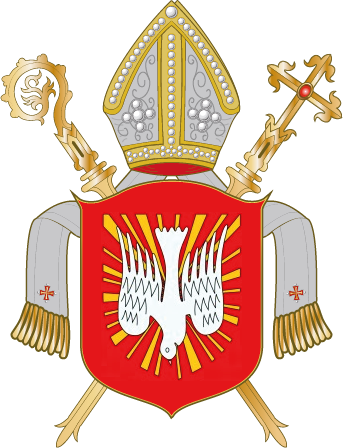
Znak královéhradecké diecéze do roku 2014

Toto je úplný seznam sídelních biskupů královéhradecké diecéze.

## Biskupové
1. Matouš Ferdinand Sobek z Bílenberka (1659–1668), poté arcibiskup pražský
2. Jan Bedřich z Valdštejna (1668–1675), poté arcibiskup pražský
3. Jan František Kryštof z Talmberka (1676–1698)
4. Bohumír Kapoun ze Svojkova (1698–1701)
5. Tobiáš Jan Becker (1701–1710)
6. Jan Adam Vratislav z Mitrovic (1710–1721)
7. Václav František Karel Košín (1721–1731)
8. Mořic Adolf Karel Saský (1731–1733), od roku 1730 titulární arcibiskup farsalský (pro hac vice, poté litoměřický biskup s titulem arcibiskupa)
9. Jan Josef Vratislav z Mitrovic (1733–1753)
10. Antonín Petr Příchovský z Příchovic (1753–1763), poté arcibiskup pražský
11. Heřman Hannibal Blümegen (1763–1774)
12. Jan Ondřej Kayser z Kaysernu (1775–1776)
13. Josef Adam z Arco (1776–1780), poté biskup sekavský (Seckau ve Štýrsku)
14. Jan Leopold z Haye (1780–1794)
15. Maria Tadeáš z Trauttmansdorffu (1794–1811), poté arcibiskup olomoucký
16. Alois Josef Krakovský z Kolovrat (1818–1830), poté arcibiskup pražský
17. Karel Boromejský Hanl z Kirchtreu (1831–1875)
18. Josef Jan Evangelista Hais (1875–1892)
19. Edvard Jan Brynych (1892–1902)
20. Josef Doubrava (1903–1921)
21. Karel Kašpar (1921–1931), poté arcibiskup pražský
22. Mořic Pícha (1931–1956)
Václav Javůrek (administrátor 1956–1969)
Karel Jonáš (administrátor 1969–1989)
23. Karel Otčenášek (1989–1998, od 1998 do své smrti v roce 2011 osobní arcibiskup)
24. Dominik Duka (1998–2010), poté arcibiskup pražský
25. Jan Vokál (od 2011)

## Pomocní biskupové
- Matyáš František Chorinský z Ledské (1769–1775, poté v letech 1775–1777 pomocný biskup olomoucký, poté první biskup brněnský)
- Karel Kašpar (1920–1921, poté sídelní biskup, později pražský arcibiskup a kardinál)
- Josef Kajnek (1992–2023)
- Prokop Brož (od 2025)